# Natsuki Takahashi
Natsuki Takahashi (高橋 夏樹 Takahashi Natsuki?) (Tokio, 11 de agosto de 1974) es una exactriz japonesa.

## Personalidad
Natsuki nació en la ciudad de Tokio, siendo su estatura 162 cm. Sus habilidades especiales son la natación y el piano. Perteneció a Box Corporation.

## Carrera
Ganó el Gran Premio en el Primer Concurso Miss Media Queen. Al principio, mostró su rostro al huecograbado como "Suppin" como una supuesta idol uniforme.
En1993, interpretó el papel de Tenpūsei Rin, la Hōō Ranger en la 17.ª serie de Super Sentai Gosei Sentai Dairanger. Posteriormente también trabajó como actriz, pero se retiró después de contraer matrimonio.
Asistió a una mesa redonda en la revista en 2003. Después de eso, en 2010, apareció en "Toei Hero MAX Vol.32" con Keiichi Wada e Hisashi Sakai.
En 2016, cuando se lanzó "Sentai Craftsman Gosei Sentai Dairanger" "Aura Changer & Kiva Changer", participó en la nueva grabación de voz con los miembros en ese momento.
Reiko Chiba, quien fue la heroína en la serie anterior a Dairanger Kyōryū Sentai Zyuranger, tenía una amistad porque debutó en la misma revista, pero ambas no pudieron conocerse porque estaban ocupadas en el momento de la apariencia de escuadrón. Keiichi Wada, quien coprotagonizó la película, declaró que ella era una hermana menor que tenía que proteger junto a Natsuki.

## Filmografía

### Drama
- Martes Mystery Theatre Winter Kyoto Ghost Case Mystery Lab ¡Detective que golpea a una estudiante universitaria! (5 de marzo de 1991): Yuriko Kusaka
- Quiero ser bella (1992)
- Gosei Sentai Dairanger (1993-1994): Tenpūsei Rin (天風星・リン Tenpūsei Rin?)/Hōō Ranger (ホウオウレンジャー Hōō Renjā?)
- Don tranquilo (1994-1995)
  - Don tranquilo regresa (1995)
  - Don tranquilo para siempre (1996)

### Película
- The Rocking Horsemen (1992)
- Theatrical version Gosei Sentai Dairanger (1993): Tenpūsei Rin (天風星・リン Tenpūsei Rin?)/Hōō Ranger (ホウオウレンジャー Hōō Renjā?)

### CM
- Clearasil (P & G)
- Shampoo dresser (TOTO)

### Variedad
- Sakurai/Ariyoshi THE Night Party (28 de septiembre del 2017): La voz de Hōō Ranger

### Video
- First issue of Gakuen Sonata・Each extracurricular class (P & G)

## Libros

### Álbum de fotos
- Natsuki Takahashi, 15 años
- Ángeles que se han caído・ANGELS 17.8
- Ángeles que se han caído 2・ANGELS 17.4